# Hevosluoto (ö i Sastmola)
Hevosluoto med Skraka, Hamskeri och Tulirauta är en ö i Finland. Den ligger i Bottenhavet och i kommunen Sastmola i den ekonomiska regionen  Björneborgs ekonomiska region i landskapet Satakunta, i den västra delen av landet. Ön ligger omkring 46 kilometer nordväst om Björneborg och omkring 270 kilometer nordväst om Helsingfors.
Öns area är 34,3 hektar och dess största längd är 1,4 kilometer i nord-sydlig riktning.

## Delöar och uddar
- Hevosluoto 61°50′58″N 21°20′01″Ö / 61.84958°N 21.33352°Ö
- Skraka 61°50′43″N 21°19′59″Ö / 61.84531°N 21.33298°Ö
- Hamskeri 61°50′31″N 21°19′49″Ö / 61.84199°N 21.3304°Ö
- Tulirauta 61°51′05″N 21°20′23″Ö / 61.8515°N 21.33964°Ö